# Starcza (gmina)
Starcza – gmina wiejska w Polsce położona w województwie śląskim, w powiecie częstochowskim, utworzona 1 stycznia 1992. W latach 1992–1998 gmina administracyjnie należała do województwa częstochowskiego.
Siedziba gminy to Starcza.
Według danych z 30 czerwca 2004 gminę zamieszkiwało 2720 osób. Natomiast według danych z 31 grudnia 2017 roku gminę zamieszkiwało 2824 osób.

## Środowisko
Gmina Starcza pod względem fizycznogeograficznym położona jest w pasie Wyżyn Polskich. W makroregionie Wyżyny Woźnicko-Wieluńskiej, w mezoregionach: Progu Herbskiego, Obniżenia Liswarty oraz Progu Woźnickiego.
Przez gminę przepływają cieki wodne: Kamieniczka, Zimna Woda, Siedlecka Struga, Czarnoleśna Struga.

### Ochrona przyrody
Na zachodzie gminy, w sołectwie Starcza znajduje się teren chroniony, należący do Parku Krajobrazowego Lasy nad Górną Liswartą. Chroni on głównie mieszane siedliska leśne (m.in. Lasy Lublinieckie), położone nad rzeką Liswartą.  

### Transport zbiorowy
Na terenie gminy większość linii autobusowych obsługuje firma GTVBUS wyłoniona w przetargu obsługuję ona linię Tarnowskie Góry- Częstochowa oraz Starcza- Częstochowa obie przechodzą przez teren gminy. Oprócz tego przebiega linia 165 organizowana przez Komunikacje Jurajską. Linia 165 obsługuje, jednak tylko 4 przystanki na terenie gminy.

### Drogowy
Przez gminę przechodzą następujące drogi:
- E75A1 Rusocin - Grudziądz - Toruń - Łódź - Piotrków Trybunalski - Częstochowa - Bytom - Zabrze - Gliwice - Gorzyczki (granica państwa). W okolicach miejscowości Łysiec, na terenie gminy Starcza na 448 kilometrze autostrady A1 znajduje się MOP Starcza Wschód oraz Starcza Zachód.
- 908 Częstochowa, Stradom (DK43) - Wygoda (A1) - Starcza - Miasteczko Śląskie - Tarnowskie Góry (DK78)

W gminie Starcza przejeżdżają drogi powiatowe:
| Numer drogi | Przebieg | Długość drogi w (km) |
| ----------- | --- | -------------------- |
| 1023S       | Kamienica - Kamieńskie Młyny - Rudnik Mały (ul. Śląska) - Rudnik Wielki - Kamienica Polska - Kolonia Borek                                                                 | 2,55                 |
| 1052S       | Hutki - Starcza (ul. Brzozowa) | 1,5                  |
| 1053S       | Starcza (ul. Szkolna) | 4,4                  |
| 1054S       | Częstochowa, Stradom - Brzeziny-Kolonia - Brzeziny Nowe - Sobuczyna - Nierada - Łysiec (ul. Częstochowska, ul. Jesionowa) - Klepaczka (ul. Gminna) - Starcza (ul. Targowa) | 3,65                 |
|             | | 12,1                 |

## Struktura powierzchni
Według danych z roku 2002 gmina Starcza ma obszar 20,1 km², w tym:
- użytki rolne: 83%
- użytki leśne: 10%

Gmina stanowi 1,32% powierzchni powiatu.

## Demografia

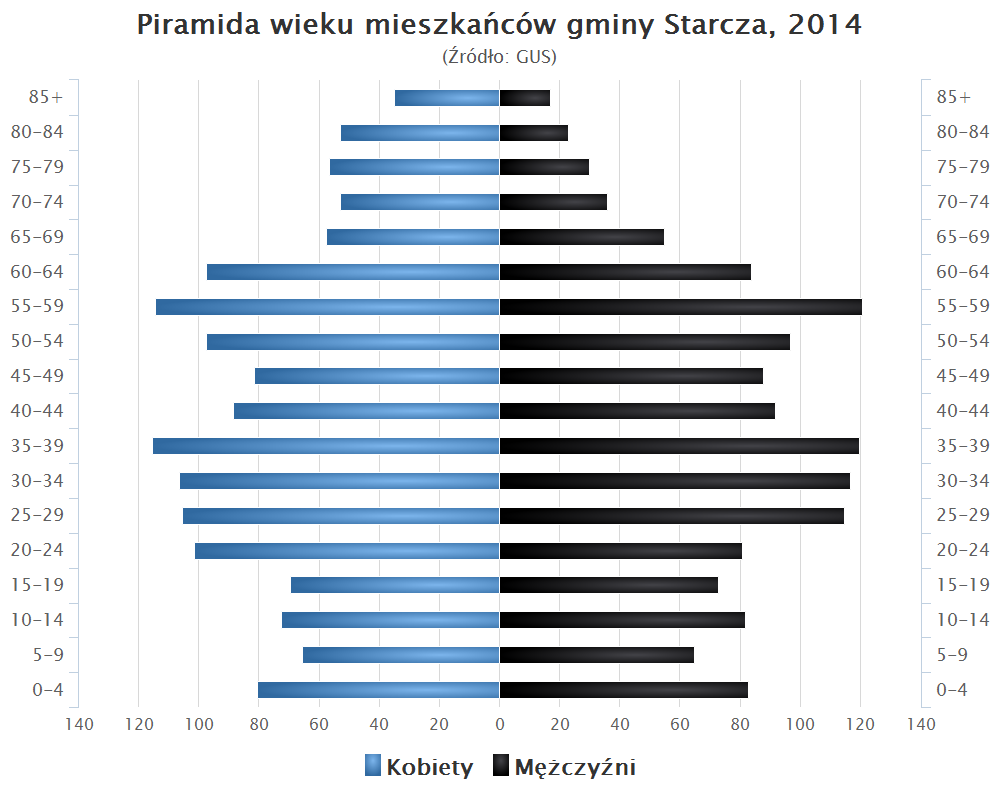
Piramida wieku mieszkańców gminy Starcza w 2014 roku

Dane z 30 czerwca 2004:
| Opis                              | Ogółem | Ogółem | Kobiety | Kobiety | Mężczyźni | Mężczyźni |
| --------------------------------- | ------ | ------ | ------- | ------- | --------- | --------- |
| jednostka                         | osób   | %      | osób    | %       | osób      | %         |
| populacja                         | 2720   | 100    | 1378    | 50,7    | 1342      | 49,3      |
| gęstość zaludnienia (mieszk./km²) | 135,3  | 135,3  | 68,6    | 68,6    | 66,8      | 66,8      |

## Sołectwa
Klepaczka, Łysiec, Rudnik Mały, Starcza, Własna.

## Miejscowości bez statusu sołectwa
Łazy, Zielone Górki.

## Sąsiednie gminy
Kamienica Polska, Konopiska, Poczesna, Woźniki